# 스틸 더 머니: 314 비밀금고
《스틸 더 머니: 314 비밀금고》(스페인어: Cien años de perdón)는 2016년에 개봉한 스페인의 영화이다.

## 캐스팅
주연
- 로드리고 드 라 세르나 - 우루과요 역
- 루이스 토사 - 갈레고 역
- 라울 아레발로 - 페란 역
- 호세 코로나도 - 멜리소 역

조연
- 호아퀸 푸리엘 - 로코 역
- 루치아노 카세리스 - 바렐라 역
- 마리안 알바레즈 - 크리스티나 역
- 루이스 칼레조 - 도밍고 역
- 미켈 페르난데스 - 훌리오 역
- 패트리샤 비코 - 산드라 역
- 호아킨 클리멘트